# Deathstalker
Pour plus de détails, voir Fiche technique et Distribution.
Deathstalker est un film américain réalisé par James Sbardellati, sorti en 1983. Il s'agit du premier film sur dix produit par Roger Corman avec l'Argentine,.
Le film a connu trois suites : Deathstalker II, Deathstalker and the Warriors from Hell et Deathstalker IV: Match of Titans.

## Synopsis
Le guerrier Deathstalker se voit confier une quête par une sorcière : il doit retrouver un calice, une amulette et une épée, deux des objets étant possédé par le maléfique sorcier Munkar.

## Fiche technique
- Titre : Deathstalker
- Titre espagnol : El cazador de la muerte
- Réalisation : James Sbardellati
- Scénario : Howard R. Cohen
- Musique : Óscar Cardozo Ocampo
- Photographie : Leonardo Rodríguez Solís
- Montage : John K. Adams et Silvia Ripoll
- Production : James Sbardellati
- Société de production : Aries Cinematográfica Argentina et Palo Alto Productions
- Société de distribution : New World Pictures (États-Unis)
- Pays de production :  États-Unis et  Argentine
- Genre : Action, aventure et fantasy
- Durée : 80 minutes
- Date de sortie : 
  - États-Unis : 16 septembre 1983

## Distribution
- Rick Hill : Deathstalker
- Barbi Benton : Codille
- Richard Brooker : Oghris
- Lana Clarkson : Kaira
- Victor Bo : Kang
- Bernard Erhard : Munkar
- Augusto Larreta : Salmaron
- Verónica Llinás : Toralva
- Marcos Woinsky : Gargit
- Adrián De Piero : Nicor
- Jorge Sorvik : le roi Tulak

## Accueil
Le Los Angeles Times a écrit sur le film qu'il était « volontairement drôle » et « agréablement idiot »